# Margery Sharp
Clara Margery Melita Sharp (25 de enero de 1905 – 14 de marzo, de 1991), más conocida cómo Margery Sharp fue una escritora británica nacida en Wiltshire, Inglaterra.  Entre sus obras destaca su serie sobre la intrépida ratón Miss Bianca, cuya primera aparición fue en The Rescuers (1959).

## SerieThe Rescuers
1. The Rescuers (1959, "Los rescatadores")
2. Miss Bianca (1962)
3. The Turret (1963, "El torreón")
4. Miss Bianca in the Salt Mines (1966, "Miss Bianca en las minas de sal")
5. Miss Bianca in the Orient (1970, "Miss Bianca en el oriente")
6. Miss Bianca in the Antarctic (1971, "Miss Bianca en el antártico")
7. Miss Bianca and the Bridesmaid (1972, "Miss Bianca y la dama de honor")
8. Bernard the Brave (1977, "Bernard el valiente")
9. Bernard into Battle (1978, "Bernard a la batalla")

- Datos: Q439059